# Le Lit (film, 1982)
Pour les articles homonymes, voir Le Lit (homonymie).
Pour plus de détails, voir Fiche technique et Distribution.
Le Lit est un film belge réalisé par Marion Hänsel, sorti en 1982. Il reçoit le Prix André-Cavens par l’Union de la critique de cinéma (UCC) en 1982.

## Fiche technique
- Titre français : Le Lit
- Réalisation : Marion Hänsel
- Scénario : Marion Hänsel d'après le roman de Dominique Rolin
- Photographie : Walther van den Ende
- Musique : Serge Kochyne
- Production : Jean-Marc Henchoz
- Pays d'origine : Belgique
- Format : Couleurs
- Date de sortie : 1982

## Distribution
- Heinz Bennent : Martin
- Natasha Parry : Eva
- Johan Leysen : Bruno
- Marion Hänsel : Tilly